# София Елизавета Бранденбургская
София Елизавета Бранденбургская (нем. Sophie Elisabeth von Brandenburg; 1 февраля 1616, Галле — 16 марта 1650, Альтенбург) — принцесса Бранденбургская, в замужестве герцогиня Саксен-Альтенбургская.

## Биография
София Елизавета — единственный ребёнок в семье маркграфа Кристиана Вильгельма Бранденбургского и его первой супруги Доротеи Брауншвейг-Вольфенбюттельской, дочери герцога Генриха Юлия Брауншвейг-Вольфенбюттельского. Принцесса родилась в Галле, где её отец занимал пост администратора Магдебургского архиепископства.
18 сентября 1638 года в Альтенбурге София Елизавета вышла замуж за герцога Саксен-Альтенбурга Фридриха Вильгельма II. Брак, считавшийся счастливым, остался бездетным. София Елизавета похоронена в княжеской усыпальнице альтенбургской братской церкви.